# 栃木県道144号築地吉水線
栃木県道144号築地吉水線（とちぎけんどう144ごう ついじよしみずせん）は、栃木県佐野市内を走る一般県道である。

## 概要
佐野市の東部を南北に走る路線である。1974年に「多田吉水線」として路線認定を受けたが、2014年10月17日に起点側が延伸され、佐野市築地町で国道293号に接続する形態に変更された。これは、佐野市東部において砕石場や砕石工場が点在し生活道路への大型車の入り込みが多かったことから葛生市街地を東にバイパスする都市計画道路築地吉水線（東部幹線道路）の整備が計画され、この事業区間を当路線に編入するために起点側が延伸されたものである。都市計画道路築地吉水線（佐野市中町〜佐野市築地町間）は2025年1月時点で未開通である。

## 路線データ
- 指定：1974年（昭和49年）3月29日
- 延長：9.111km[4]
- 起点：栃木県佐野市築地町784-1[4]（国道293号） ※未供用
- 終点：栃木県佐野市吉水町58-1[4]（吉水新田交差点=栃木県道16号佐野田沼線交点）

## 歴史
- 1974年（昭和49年）3月29日 - 一般県道多田吉水線として認定。
- 2014年（平成26年）10月17日 - 路線変更により起点が佐野市多田町から同市築地町へ、路線名が多田吉水線から築地吉水線へ、それぞれ変更される[4]。

## 交差する主な道路
- 栃木県道115号田沼唐沢山公園線（佐野市栃本小学校西交差点）